# Carmen Claver Cabrero
Carmen Claver Cabrero (Huesca, 13 de abril de 1952) es una científica española, catedrática del Departamento de Química Física e Inorgánica de la Universidad Rovira i Virgili de Tarragona, directora científica del Centro Tecnológico de Química de Cataluña, Académica de la Real Academia de Ciencias Exactas, Físicas y Naturales y miembro de la Academia Europæa.

## Trayectoria
Nacida en Huesca, pronto se mudó con su familia a Sabiñánigo. Eran cinco hermanas, conocidas como "el clan de las Claver". A los catorce años se trasladó a estudiar al Instituto Ramón y Cajal de Huesca y posteriormente a Zaragoza a cursar la carrera de Química. Su gran afición por la montaña le llevó a conocer, a través del Club Alpino Universitario de la capital aragonesa, al profesor universitario y científico Luis Oro Giral, con quien realizó su tesis doctoral en el ámbito de la química organometálica y la catálisis homogénea, que le motivó a derivar su inicial interés por la empresa privada a la investigación. Se doctoró en Química por la Universidad de Zaragoza en 1978. Inició su trayectoria profesional en Tarragona, primero en la entonces Facultad de Ciencias Químicas y luego en la recién creada Universidad Rovira i Virgili. En 2009 se convirtió en directora científica del Centro Tecnológico de la Química de Cataluña.
Orientó sus investigaciones al desarrollo de la catálisis avanzada con metales de transición, la síntesis de ligandos y complejos, así como la caracterización de especies intermedias con especial atención a la catálisis asimétrica. Posteriormente, su investigación se dirigió al campo de la nanocatálisis.

## Reconocimientos
Ha recibido diversos premios por su labor investigadora. Algunos de ellos son:
- 2003 - Reconocimiento como investigadora distinguida de la Generalidad de Cataluña.[5]
- 2007 - Medalla Narcís Monturiol de la Generalidad de Cataluña por su contribución al desarrollo científico y tecnológico.[6][7]
- 2008 - Miembro de la Real Academia de Ciencias Exactas, Físicas, Químicas y Naturales.[8]
- 2009 - Cátedra de excelencia Pierre de Fermat en Francia.[3]
- 2012 - Miembro de la Academia Europaea, organización científica europea no gubernamental fundada en 1988.[3][9]
- 2015 - Medalla de Oro del GEQO, grupo especializado de química organometálica de la Real Sociedad Española de Química.[10]
- 2016 - Primera española en formar parte del consejo científico del Instituto Público Francés Energies Nouvelles (IPFEN).[1][11]
- 2016 - Premio franco-español Miguel Catalán-Paul Sabatier.[12]
- 2019 - Investida doctor honoris causa por la Universidad Paul Sabatier de Toulouse.[12][13]

## Publicaciones
Es coautora de numerosas contribuciones y ha participado en la edición y publicación de varios libros.
- 1978 - Estudio de la actividad catalítica de nuevos complejos catiónicos de rodio (i), (tesis doctoral). Universidad de Zaragoza.
- 1993 - La mujer y la ciencia hoy. Ponencia en La mujer, nueva realidad, respuestas nuevas: simposio en el centenario del nacimiento de Josefa Segovia, Sevilla. ISBN 84-277-1046-1.
- 2002 - Reactivity of mononuclear dithiolato palladium and platinum metalloligands towards the formation of homo- and heterobimetallic complexes, en Inorganic chemistry communications, Vol. 5, N.º 5. ISSN 1387-7003. (Coautora).
- 2004 - Ligands Derived from Carbohydrates for Asymmetric Catalysis, en Chemical reviews, Vol. 104, N.º. 6. ISSN 0009-2665. (Coautora).
- 2004 - A Case for Enantioselective Allylic Alkylation Catalyzed by Palladium Nanoparticles, en  Journal of the American Chemical Society: JACS, Vol. 126, N.º. 6. ISSN 0002-7863. (Coautora).
- 2005 - Enhanced regioselectivity in palladium-catalysed asymmetric methoxycarbonylation of styrene using phosphetanes as chiral ligands, en Inorganic chemistry communications, Vol. 8, N.º 12. ISSN 1387-7003. (Coautora).
- 2005 - First successful application of diphosphite ligands in the asymmetric hydroformylation of dihydrofurans, en Chemical communications, N.º. 9. ISSN 1359-7345. (Coautora).
- 2006 - A highly selective synthesis of 3-hydroxy-2-methylpropionamide involving a one-pot tandem hydroformylation-hydrogenation sequence, en Chemical communications, N.º. 1. ISSN 1359-7345. (Coautora).
- 2011 - Catálisis asimétrica, en Química e industria: QeI, N.º. 593. ISSN 0033-6521.
- 2019 - Noytext: A Web platform to annotate social media documents on noise perception for their use in opinion mining research, en Revista de acústica, Vol. 50, N.º. 3-4, ISSN-e 0210-3680. (Coautora).